# Kiss and Say Goodbye
"Kiss and Say Goodbye" is een nummer van de Amerikaanse zanggroep The Manhattans. Het nummer verscheen op hun album The Manhattans uit 1976. Op 24 maart van dat jaar werd het nummer uitgebracht als de tweede en laatste single van het album.

## Achtergrond
"Kiss and Say Goodbye" is geschreven door baszanger Winfred Lovett en geproduceerd door Bobby Martin en The Manhattans. Lovett verzorgde ook de gesproken introductie in de albumversie van het nummer. Hij bedacht de tekst en melodie 's avonds laat. Hij vertelde hierover: "Alles was er. Ik werd wakker om een uur of drie en schreef de dingen die ik wilde zeggen op. Ik sprak de woorden in op mijn bandrecorder en speelde op de piano. Ik heb altijd de mening gehad dat een langzaam liedje een betekenis moet hebben. In dit geval is het de liefdesdriehoek die we allemaal kennen. Volgens mij kan iedereen die ooit verliefd is geweest zich erin herkennen. En zo te zien heeft het veel mensen geraakt." Na de gesproken intro zingt Gerald Alston de rest van het nummer.
Oorspronkelijk was "Kiss and Say Goodbye" volgens Lovett een countryliedje en was het beter geweest als het door Glen Campbell of Charley Pride was gezongen. Uiteindelijk besloot hij om met The Manhattans een eigen versie op te nemen. De eerste demo werd opgenomen met Little Harlem, de begeleidingsband van The Manhattans. Na het horen van de opname besloot producer Martin om het nummer opnieuw op te laten nemen, ditmaal met begeleiding van MFSB. De uiteindelijke versie van het nummer was al veertien maanden voor de officiële uitgave opgenomen.
"Kiss and Say Goodbye" groeide uit tot de grootste hit van The Manhattans. Het bereikte de nummer 1-positie in de Amerikaanse Billboard Hot 100 en kwam ook in Nieuw-Zeeland en de Eurochart Hot 100 Singles tot de hoogste positie. In de Britse UK Singles Chart kwam de single tot de vierde plaats en ook in Australië, Canada, Duitsland, Ierland, Oostenrijk, Zweden, Zwitserland en een voorloper van de Waalse Ultratop 50 kwam in de top 10 terecht. In Nederland werd het een nummer 1-hit in zowel de Top 40 als de Nationale Hitparade, terwijl in Vlaanderen ook de nummer 1-positie in een voorloper van de Ultratop 50 werd gehaald.
"Kiss and Say Goodbye" is gecoverd door onder meer Black Dog Bone, Pee Wee Ellis, Grupo Yndio, Karel Gott met Jiří Němeček, John Holt, Joan Osborne, Billy Joe Royal, Tierra en UB40. De versie van UB40 uit 2005 werd een kleine hit; zo bereikte het de negentiende plaats in de UK Singles Chart en kwam het in Nederland tot plaats 45 in de Single Top 100.

## Hitnoteringen

### Nederlandse Top 40
| Hitnotering: 24-07-1976 t/m 09-10-1976 | Hitnotering: 24-07-1976 t/m 09-10-1976 | Hitnotering: 24-07-1976 t/m 09-10-1976 | Hitnotering: 24-07-1976 t/m 09-10-1976 | Hitnotering: 24-07-1976 t/m 09-10-1976 | Hitnotering: 24-07-1976 t/m 09-10-1976 | Hitnotering: 24-07-1976 t/m 09-10-1976 | Hitnotering: 24-07-1976 t/m 09-10-1976 | Hitnotering: 24-07-1976 t/m 09-10-1976 | Hitnotering: 24-07-1976 t/m 09-10-1976 | Hitnotering: 24-07-1976 t/m 09-10-1976 | Hitnotering: 24-07-1976 t/m 09-10-1976 | Hitnotering: 24-07-1976 t/m 09-10-1976 | Hitnotering: 24-07-1976 t/m 09-10-1976 |
| Week                                   | 1                                      | 2                                      | 3                                      | 4                                      | 5                                      | 6                                      | 7                                      | 8                                      | 9                                      | 10                                     | 11                                     | 12                                     |                                        |
| -------------------------------------- | -------------------------------------- | -------------------------------------- | -------------------------------------- | -------------------------------------- | -------------------------------------- | -------------------------------------- | -------------------------------------- | -------------------------------------- | -------------------------------------- | -------------------------------------- | -------------------------------------- | -------------------------------------- | -------------------------------------- |
| Nummer                                 | 16                                     | 4                                      | 3                                      | 1                                      | 1                                      | 1                                      | 2                                      | 4                                      | 9                                      | 12                                     | 18                                     | 36                                     | uit                                    |

### Nationale Hitparade
| Hitnotering: 17-07-1976 t/m 25-09-1976 | Hitnotering: 17-07-1976 t/m 25-09-1976 | Hitnotering: 17-07-1976 t/m 25-09-1976 | Hitnotering: 17-07-1976 t/m 25-09-1976 | Hitnotering: 17-07-1976 t/m 25-09-1976 | Hitnotering: 17-07-1976 t/m 25-09-1976 | Hitnotering: 17-07-1976 t/m 25-09-1976 | Hitnotering: 17-07-1976 t/m 25-09-1976 | Hitnotering: 17-07-1976 t/m 25-09-1976 | Hitnotering: 17-07-1976 t/m 25-09-1976 | Hitnotering: 17-07-1976 t/m 25-09-1976 | Hitnotering: 17-07-1976 t/m 25-09-1976 | Hitnotering: 17-07-1976 t/m 25-09-1976 |
| Week                                   | 1                                      | 2                                      | 3                                      | 4                                      | 5                                      | 6                                      | 7                                      | 8                                      | 9                                      | 10                                     | 11                                     |                                        |
| -------------------------------------- | -------------------------------------- | -------------------------------------- | -------------------------------------- | -------------------------------------- | -------------------------------------- | -------------------------------------- | -------------------------------------- | -------------------------------------- | -------------------------------------- | -------------------------------------- | -------------------------------------- | -------------------------------------- |
| Nummer                                 | 16                                     | 8                                      | 4                                      | 2                                      | 1                                      | 1                                      | 2                                      | 2                                      | 4                                      | 9                                      | 20                                     | uit                                    |

### NPO Radio 2 Top 2000
| Nummer met noteringen in de NPO Radio 2 Top 2000 | '99  | '00  | '01  | '02  | '03  | '04  | '05  | '06  | '07  | '08  | '09  | '10  |
| ------------------------------------------------ | ---- | ---- | ---- | ---- | ---- | ---- | ---- | ---- | ---- | ---- | ---- | ---- |
| Kiss and Say Goodbye                             | 1334 | 1562 | 1812 | 1892 | 1454 | 1602 | 1565 | 1921 | 1818 | 1694 | 1893 | 1724 |

1. ↑  Een vetgedrukt getal geeft de hoogste notering aan.
2. ↑  Deze tabel is bijgewerkt tot en met de laatste editie (2024).